# Alles Glück dieser Erde (1978)
Alles Glück dieser Erde (Originaltitel: International Velvet) ist ein US-amerikanischer Film aus dem Jahr 1978 und die Fortsetzung zum Film Kleines Mädchen, großes Herz aus dem Jahr 1944. Zu den Darstellern zählen Tatum O’Neal, Christopher Plummer, Anthony Hopkins und Nanette Newman, Regie führte Bryan Forbes. Der Film erhielt gemischte Kritiken. Ein Teil der Dreharbeiten fand an der University of Birmingham in England statt.

## Handlung
Nachdem ihre Eltern bei einem Autounfall getötet werden, muss Teenagerin Sarah Velvet Brown ihr Zuhause in Cave Creek verlassen und nach England reisen, um dort bei ihrer Tante Velvet Brown und deren Lebensgefährten John zu leben. Nach den Ereignissen von Kleines Mädchen, großes Herz heiratete Donald und zog mit Sarah von England nach Arizona.
Als Velvet im Alter von Sarah war, nahm sie mit ihrem Pferd The Pie am legendären Pferderennen Grand National teil und überquerte als erste die Ziellinie; jedoch wurden Velvet und The Pie disqualifiziert, da Velvet erst 14 Jahre alt war. The Pie wird in den Ruhestand auf ein Gestüt geschickt. Dort zeugt er nach Sarahs Ankunft in England sein letztes Fohlen. Sarah und Velvet sind bei dessen Geburt anwesend und Sarah entscheidet sich, dass sie es kaufen möchte. Später findet sie heraus, dass Velvet es für sie gekauft hat. Sarah nennt es Arizona Pie.
Sie zeigt genug Talent, um für das britische Olympiateam ausgewählt zu werden, in dem sie das jüngste Mitglied ist, sich jedoch unter Captain Johnson gut weiterentwickelt. Sarah verwirklicht ihren Traum und verhilft dem britischen Team beim olympischen Vielseitigkeitsreiten zum Sieg. Sie verliebt sich in den amerikanischen Teilnehmer Scott Saunders und zieht zusammen mit ihm zurück nach Amerika. Am Ende des Films heiratet Sarah Scott und gibt ihre olympische Goldmedaille an Velvet. Sarah kehrt schließlich nach England zurück und stellt Scott Velvet und John vor.

## Produktion
Der Film war der erste von MGM finanzierte und in England gedrehte Film seit 1971.

## Veröffentlichung
Alles Glück dieser Erde feierte am 19. Juli 1978 in New York und Los Angeles Premiere.
Zusammen mit dem Film erschien auch der Roman International Velvet von Bryan Forbes.

## Rezeption
Der Film war ein internationaler Kassenerfolg und spielte international 7.009.238 US-Dollar ein.
Das Lexikon des internationalen Films urteilt: „Eine der Regenbogen-Presse entlehnte Story, schwülstig und verlogen inszeniert.“